# Zanzibari Cup
La Zanzibari Cup es el torneo de copa de fútbol más importante de Zanzíbar.

## Historia
Fue creada en 1926 pero la copa raramente se ha jugado debido a que los equipos de Zanzíbar usualmente juegan la Nyerere Cup o la Mapinduzi Cup junto a los equipos de Tanzania.
El torneo se ha jugado regularmente desde la temporada 2019 y el campeón clasifica a la Copa Confederación de la CAF.

## Lista de campeones
- 1926: Mnazi Mmoja
- 1931: PWD
- 1994: Malindi
- 2005: Desconocido[n 1][2]
- 2019: Malindi[3]
- 2020: abandonada
- 2021: Mafunzo
- 2022: Kipanga
- 2023: JKU
- 2024: Chipukizi